# KOS-MOS
KOS-MOS是異域傳說系列电子角色扮演游戏中的一個主要角色，名称為Kosmos Obey Strategical Multiple Operation Systems（中譯：宇宙秩序維持用多功能戰略系統）的递归缩写。

## 基本資訊
- 性別：外表為女性
- 身高：167公分
- 體重：92公斤（第一版兵裝）
- 年齡：外表為18歲
- 发色：蓝发
- 兵装：加特林
- 瞳色：赤瞳

## 出场

### 异度传说系列
KOS-MOS是一個由貝克達公司（Vector Industries）開發的武裝戰鬥機器人，用以對付格諾西斯（Gnosis），和當時以合成人（Realian）與生化人（Cyborg）等為主流的狀況所不同的是，KOS-MOS是以純粹的機械部件所構成的。她所遵守的原則是奠基於邏輯、機率、和完成她所有被給定的任務。她亦無條件地保護著卯月紫苑，KOS-MOS的創造者之一。同時她內裝著「模擬人格操作系统」來協助和他人的溝通，且縱使從她所講的話可看出她存在的目的是為人類服務，她猶然趨向於把邏輯和機率放在首位考慮，而這使得她在有些時候變得難以捉摸。由於KOS-MOS行事時將邏輯、機率和任務放在首位，因此她在早期曾有為了戰鬥效率而將維吉爾中尉犧牲掉的事情發生。
KOS-MOS開發時的代號為KP-X，出廠時序號為00-00-00-00-1，據稱她有一部份的能量來源是來自於上位領域的U-Do透過索哈爾（Zohar）到下位領域的能量；另外KOS-MOS可使用希爾伯特效應使格諾西斯「實數領域化」。
貝克達公司CEO威廉事實上以KOS-MOS為瑪麗亞（命之力在實數領域理的化身）意識覺醒用的容器，但後來卻因為擔心KOS-MOS這個容器變質，於是便以瑪麗亞的肉體另外製造出來的T-elos，並使T-elos攻擊KOS-MOS以搶奪KOS-MOS體內的瑪麗亞的意識，不過到了後來KOS-MOS擊倒了T-elos，兩人融合為一，KOS-MOS進入藍眼狀態，不過到了遊戲劇情幾乎最後的地方，KOS-MOS已有了自身的意識，不再只是瑪麗亞意識的容器了。

## 「邪神MOCCOS」（邪神モッコス）
Xenosaga EPII發行時，Namco公司另有發行限量版的特典，而其內容為KOS-MOS的人物模型，但是這個模型使某些玩家失望、甚而憤怒，因為他們認為這個人物模型長得不好看，也就是說該人物模型被做壞了，因此他們開始稱這個模型為「邪神像」，甚至於給該邪神起了一個名字─MOCCOS（モッコス），甚至於有個日本的玩家還架了一個網站，大肆惡搞該模型，以表他心中的不滿。

## 联动
在《异度神剑2》中，KOS-MOS可作为稀有异刃被召唤。她也是《异度神剑2》官方日文推特在游戏发行前公布的最后一个异刃。